# Caconemobius sandwichensis
Caconemobius sandwichensis är en insektsart som beskrevs av Otte, D. 1994. Caconemobius sandwichensis ingår i släktet Caconemobius och familjen syrsor. Inga underarter finns listade i Catalogue of Life.